# SPEED VIDEO CLIPS「SPEED SPIRITS I」
『SPEED VIDEO CLIPS「SPEED SPIRITS I」』（スピード ビデオクリップス スピードスピリッツ ワン）は、日本の歌手グループSPEEDの前期までの作品を収録したビデオクリップ集。1998年3月18日にトイズファクトリーより発売した。また、2003年10月22日にDVDで再発売されている。収録時間は53分。
途中、SPEEDの4人の会話がある。そこでは撮影での裏話やメイキング映像、当時の心境などが語られている。

## 収録
- Opening
- Body & Soul
- STEADY
- Talk I
- Go! Go! Heaven
- Luv Vibration
- Talk II
- Wake Me Up!
- 熱帯夜
- White Love
- Talk III
- my graduation
- TV Spot